# John Erik Andersen
John Erik Andersen (født 27. april 1926 i Filips Sogn, død 3. marts 1945 i Ryvangen) var en dansk modstandsmand, som var medlem af BOPA. Hans dæknavn var Mogens. Han var søn af chauffør Hans Christian Andersen og hustru Ingeborg Christi Emilie f. Arvesen.
Om ham blev skrevet følgende i BOPAs mindebog: "Mogens var en herlig, frisk dreng med sit lyse, krøllede hår og sin friske ungdomskulør. Men bag drengen skjulte der sig en ung mand, der havde en indstilling over for tidens problemer. Han ønskede brændende at få lov til at gøre en indsats for sit land. Han vidste nøje, hvilken risiko han kun ne komme til at løbe, men det forhindrede ham ikke i at slå til, da han opnåede at komme i forbindelse med BOPA sommeren 1944. Mogens deltog i mange aktioner, men han skulle ikke være en af dem, der opnåede at se freden komme til Danmark. Et ulykkeligt sammentræf af omstændigheder bevirkede, at Mogens blev arresteret i sit hjem sidst i februar 1945, og ganske kort tid efter arrestationen faldt Mogens for tyske bødlers kugler i Ryvangen. Du var meget ung, Mogens, for ung til at dø, synes man, men der må jo være en mening med det også. I tankerne prøver vi ofte at gennemleve det, du blev udsat for; men man fatter det ikke fuldt ud. Vi er overbevist om, at du gik ind til døden med oprejst pande. Du var en mand, Mogens, og dit heltemod vil leve til evig tid."
Han blev arresteret af Gestapo i februar 1945 og ført til Ryvangen den 3. marts 1945, hvor han blev henrettet af tyske soldater. Et ligsyn blev foretaget d. 18. juni 1945, hvor det blev bekræftet at han døde som følge af et skudsår i brystet. Under den tyske besættelse blev der, efter de offentlige bekendtgørelser, henrettet 112 frihedskæmpere ved tysk krigsret. De fleste af disse mænd var unge mænd, ligesom John, og gennemsnitsalderen var ikke meget mere end 25 år. De fleste af de dødsdømte fik mulighed for at skrive en sidste afskedshilsen til deres efterladte, herunder John. Desværre fik Johns forældre dog ikke et læsbart brev fra deres søn. Fra bogen De sidste timer refereres: "Johns Forældre fik aldrig noget Afskedsbrev fra deres Søn. Da John brev gravet op i Ryvangen, fandt man paa ham et Brev, hvor der paa Konvolutten stod Andersen. Selve brevet var derimod i saadan Tilstand, at det var ganske ulæseligt."
John Erik Andersen blev den 29. august 1945 begravet i Mindelunden i Ryvangen. Mindelunde nr. 70.